# Joachim Bandau
Joachim Bandau (né le 18 avril 1936 à Cologne) est un peintre et sculpteur allemand.

## Biographie
De 1957 à 1961, Joachim Bandau étudie à l'académie des beaux-arts de Düsseldorf, qui forme également Gerhard Richter, Joseph Beuys ou Imi Knoebel. En 1962, il crée ses premières sculptures. En 1966, il fait partie de l'association d'artistes K 66. Il présente sa première exposition personnelle dans une galerie de Hambourg en 1967.
En 1973, il obtient une bourse de la Bundesverband der Deutschen Industrie. En 1977, il présente à Documenta 6 à Cassel, une sculpture en acier animée faite avec le soutien de Daimler-Benz.
De 1982 à 1986, il enseigne la sculpture à l'université technique de Rhénanie-Westphalie à Aix-la-Chapelle. En 1984, il a créé en collaboration avec Victor Bonato les portes de la ville de Troisdorf, dont chacune est placée à la fin de la zone piétonne de Troisdorf-Mitte. De 1988 à 2001, il est professeur à l'académie des arts de Münster.
Depuis les années 1990, il utilise la peinture et l’aquarelle pour donner forme à des blocs de matière noire auxquels il juxtapose des filtres transparents qui rappellent non seulement la radiographie, mais aussi les compositions suprématistes de Malevitch.
En France, il est représenté par la galerie Maubert (Paris).

### Récompenses
- 1986 : prix Will Grohmann de l'académie des arts de Berlin

## Expositions récentes
- 2015 : Galerie Friedrich Müller[2], Francfort
- 2015 : Galerie Gisela Clement[3], Bonn
- 2014 : Galerie Thomas Fisher[4], Berlin
- 2014 : Super Dakota[5], Bruxelles
- 2014 : Artmark Galerie[6], Vienne

### Source de la traduction
- (de) Cet article est partiellement ou en totalité issu de l’article de Wikipédia en allemand intitulé « Joachim Bandau » (voir la liste des auteurs).